# Vanderlei Luxemburgo
Vanderlei Luxemburgo da Silva  (* 10. května 1952, Nova Iguaçu, Brazílie) je bývalý brazilský fotbalista a fotbalový trenér.
Aby mohly nastupovat v nižší věkové kategorii, celou svou hráčskou kariéru se prokazoval neplatným rodným listem, ve kterému uváděl nesprávné jméno (Wanderley) i datum narození.
Jméno Luxemburgo dostal po německé marxistické radikální političce Rose Luxemburgové.

## Úspěchy

### Hráčské
- CR Flamengo
- 2× vítěz Campeonato Carioca (1973, 1978)

### Trenérské
- Rio Branco
  - 1× vítěz Campeonato Capixaba (1983)
- Bragantino
  - 1× Campeonato Paulista (1990)
- SE Palmeiras
  - 4× Campeonato Paulista (1993, 1994, 1996, 2008)
  - 2× Campeonato Brasileiro Série A (1993, 1994)
- Santos FC
  - 2× Campeonato Paulista (2006, 2007)
  - 1× Campeonato Brasileiro Série A (2004)
- Corinthians
  - 1× Campeonato Paulista (2001)
  - 1× Campeonato Brasileiro Série A (1998)
- Cruzeiro
  - 1× Campeonato Mineiro (2003)
  - 1× Copa do Brasil (2003)
  - 1× Campeonato Brasileiro Série A (2003)
- Atlético Mineiro
  - 1× Campeonato Mineiro (2010)
- CR Flamengo
  - 1× Campeonato Carioca (2011)
- SC Recife
  - 1× Campeonato Pernambucano (2017)

- Brazílie
  - 1× zlato z Copa América 1999